# Shlomo Bloom
Shlomo Bloom (in ebraico שלמה בלום‎?; Or Yehuda, 1954) è un ex cestista israeliano.

## Carriera
Con Israele ha partecipato ai Campionati europei del 1975.